# 하이스쿨 러브온
《하이스쿨 러브온》은 2014년 7월 11일부터 2014년 12월 19일까지 KBS 2TV에서 방송된 금요 드라마이다.

## 줄거리
위기에 빠진 남학생을 구하려다 인간이 되어버린 천사와 순수 열혈 청춘들이 펼쳐가는 좌충우돌 사랑과 성장 이야기를 담은 판타지 성장 로코 드라마

## 등장 인물

### 주요 인물
- 남우현: 신우현 역
- 김새론: 이슬비 역
- 이성열: 황성열 역
- 최수린: 안지혜 역
- 정재순: 공말숙 역
- 조연우: 황우진 역

### 2학년 3반 학우들
- 신현탁: 강기수 역
- 김영재: 최재석 역
- 김민영: 나영은 역
- 해령: 이예나 역
- 김수연: 이다율 역
- 김민석: 박병욱 역
- 백승헌: 양태호 역
- 정유민: 김주아 역
- 창재: 이석훈 역
- 이시후: 고천식 역
- 송지호: 서요한 역
- 백은경: 이유정 역

### 교사들
- 김광식: 음악교사 김광식 역
- 한수연: 최소진 역
- 미상: 박한길 역
- 이준혁: 하동근 역
- 이창주: 선배천사 역
- 파비앙: 필립 역

### 주변 인물
- 강성아: 한정민 역
- 미상: 김윤희 역
- 미상: 박형사 역
- 미상: 전 학교 우현 담임 역

### 특별출연
- 최성국: 인간천사 역
- 허민진: 김진영 역
- 김예분: 진영 엄마 역

## 제작진
- 연출 - 성준해, 서주완, 이지희, 박상현
- 극본 - 이재연
- 보조작가 - 김윤정, 한자혜
- 제작총괄 - 오경민, 장사인

## 결방 사유
- 2014년 7월 25일: K리그 올스타 전 중계 방송으로 인한 결방
- 2014년 9월 5일: 2014년 한국프로야구 두산: LG 중계 방송으로 인한 결방
- 2014년 9월 19일: 인천 아시안 게임 개막식 중계 방송으로 인한 결방
- 2014년 11월 21일: 제51회 대종상 영화제 생중계 방송으로 인한 결방

## 시청률
최저 시청률과 최고 시청률은 시청률 조사회사와 지역별로 시청률에 차이가 있을 수 있습니다.
| 2014년 | 2014년    | 2014년                                        | 2014년         | 2014년      |
| 회차   | 방송일    | 부제 (서브 타이틀)                            | AGB 시청률     | AGB 시청률  |
| 회차   | 방송일    | 부제 (서브 타이틀)                            | 대한민국(전국) | 시청률 추이 |
| ------ | --------- | --------------------------------------------- | -------------- | ----------- |
| 제1회  | 7월 11일  | 운명? 거부할 수 없는 날벼락!                  | 3.6%           | -           |
| 제2회  | 7월 18일  | 인연? 도무지 알 수 없는 우연!                 | 3.2%           | 0.4%▼       |
| 제3회  | 8월 1일   | 설렘? 귀를 막아도 더 크게 울리는 떨림!        | 3.1%           | 0.1%▼       |
| 제4회  | 8월 8일   | 걸음마. 사랑을 익힐 때 처음 다가가는 한 발짝  | 3.1%           | -           |
| 제5회  | 8월 15일  | 선긋기? 넘어오라고 긋는 경계선!               | 3.4%           | 0.3%▲       |
| 제6회  | 8월 22일  | 고백? 언제나 어긋나는 타이밍!                 | 2.5%           | 0.9%▼       |
| 제7회  | 8월 29일  | 의심? 아닐 거라 믿고 싶은 마음!               | 3.0%           | 0.5%▲       |
| 제8회  | 9월 12일  | 후회? 못해준 것만 남는 기억!                  | 3.3%           | 0.3%▲       |
| 제9회  | 9월 26일  | 위로? 너의 슬픔 전부 내가 가졌으면 하는 바람! | 3.6%           | 0.3%▲       |
| 제10회 | 10월 3일  | 짝사랑? 오늘은 외면해야지 다짐하는 주문!      | 2.9%           | 0.7%▼       |
| 제11회 | 10월 10일 | 비밀? 무거울수록 떠오르는 진실!               | 3.7%           | 0.8%▲       |
| 제12회 | 10월 17일 | 부탁? 들어줄 수 없어 가슴 아픈 말!            | 2.9%           | 0.8%▼       |
| 제13회 | 10월 24일 | 선택? 너 하나 지키고 모든 걸 버리는 아픔!     | 3.6%           | 0.7%▲       |
| 제14회 | 10월 31일 | 그리움? 모든 순간 어느 곳이든 만나지는 너!    | 3.2%           | 0.4%▼       |
| 제15회 | 11월 7일  | 상처? 너에게 주고 내가 더 아픈 시간!          | 3.5%           | 0.3%▲       |
| 제16회 | 11월 14일 | 진심? 너를 위해 들키고 싶지 않은 마음!        | 2.8%           | 0.7%▼       |
| 제17회 | 11월 28일 | 사랑? 미처 전하지 못한 말, 사랑해!            | 3.0%           | 0.2%▲       |
| 제18회 | 12월 5일  | 우정? 넌 또 다른 나!                          | 2.5%           | 0.5%▼       |
| 제19회 | 12월 12일 | 이별? 다시 만나기 위한 헤어짐!                | 2.3%           | 0.2%▼       |
| 제20회 | 12월 19일 | 운명? 너와 나 심장의 거리 한 뼘! (최종회)     | 3.0%           | 0.7%▲       |